# Ulrich Temps
Ulrich Temps es un deportista representante de la República Federal Alemana que compitió en natación. Fue subcampeón mundial en 4x100 metros libres en el Campeonato Mundial de Natación de 1978.

## Palmarés internacional
| Campeonato Mundial de Natación | Campeonato Mundial de Natación | Campeonato Mundial de Natación | Campeonato Mundial de Natación |
| Año                            | Lugar                          | Medalla                        | Prueba                         |
| ------------------------------ | ------------------------------ | ------------------------------ | ------------------------------ |
| 1978                           | Berlín Oeste (RFA)             | Medalla de plata               | 4 × 100 m libre                |